# 13283 Dahart
13283 Dahart eller 1998 QF51 är en asteroid i huvudbältet som upptäcktes den 17 augusti 1998 av LINEAR i Socorro County, New Mexico. Den är uppkallad efter David Andrew Hart.
Den tillhör asteroidgruppen Massalia.